# Campo Largo
Campo Largo is een gemeente in de Braziliaanse deelstaat Paraná. De gemeente telt 127.309 inwoners (schatting 2017).

## Aangrenzende gemeenten
De gemeente grenst aan Araucária, Balsa Nova, Campo Magro, Castro, Curitiba, Itaperuçu, Palmeira en Ponta Grossa.